# Edinson Vólquez
Edinson Vólquez (Barahona, 3 luglio 1983) è un giocatore di baseball dominicano, lanciatore nella Major League Baseball (MLB). Vólquez firmò coi Texas Rangers nel 2001 col nome di Julio Reyes. Cambiò nome in Edison Vólquez dopo il 2003, prima di aggiungere una n al suo nome di battesimo nel 2007.

## Carriera
Vólquez debuttò nella MLB con i Texas Rangers il 30 agosto 2005, contro i Chicago White Sox. Quell'anno perse tutte le gare giocate come titolare. Il 21 dicembre 2007, i Rangers scambiarono Vólquez con i Cincinnati Reds, assieme a Daniel Ray Herrera, per Josh Hamilton. Nella prima stagione con la nuova maglia, nel 2008, fu convocato per il suo primo All-Star Game, terminando contro 17 vittorie e 6 sconfitte, e una media PGL di 3.21, l'ottava migliore della National League. L'anno successivo non ebbe lo stesso successo e nel 2010 fu sospeso per 50 partite per uso di doping. 
Il 17 dicembre 2011, Vólquez, Yonder Alonso, Yasmani Grandal e Brad Boxberger furono scambiati con i San Diego Padres per Mat Latos. Vi giocò per due stagioni, partendo come titolare nella giornata di apertura sia nel 2012 che nel 2013. Il 30 agosto 2013, Vólquez firmò con i Los Angeles Dodgers. Nell'unica stagione con la squadra disputò cinque gare come titolare, con un record di 0-2. Dopo una stagione positiva con i Pittsburgh Pirates nel 2014, Vólquez firmò come free agent con i Kansas City Royals, con cui vinse le World Series 2015, dove partì come titolare e vinse gara 1 all'oscuro della morte del padre avvenuta poche ore prima.
Il 28 novembre 2016, Vólquez firmò un contratto biennale del valore di 22 milioni di dollari Miami Marlins. Il 24 marzo 2017 fu nominato titolare per la giornata di apertura. Il 3 giugno, Volquez lanciò il suo primo no-hitter contro gli Arizona Diamondbacks al Marlins Park di Miami nella vittoria per 3-0. Volquez lanciò 98 volte, con 10 strikeout e 2 basi su ball concesse (entrambe poi cancellate da due doppi giochi di Brandon Drury), affrontando il numero minimo di battitori.
Il 16 febbraio 2018, Vólquez firmò un contratto di due anni con i Texas Rangers, ma passò l'intera stagione in riabilitazione per la Tommy John surgery. Il 16 dicembre 2019, Vólquez rinnovò per un anno con i Rangers, sempre con un contratto di minor league. Divenne free agent dopo la conclusione della stagione 2020.

## Palmarès

### Club
- World Series: 1

Kansas City Royals: 2015

### Individuale
- MLB All-Star: 1

2008

### Nazionale
- World Baseball Classic:  Medaglia d'Oro

Team Rep. Dominicana: 2013